# Keep Tryin'
Keep Tryin' è il sedicesimo singolo della cantautrice Utada Hikaru, pubblicato nel 2006.

## Il disco
Keep Tryin' è stata la prima canzone usata per la campagna pubblicitaria di Lismo! al Listen Mobile Service (servizio musicale per la telefonia cellulare) nei mesi di gennaio e aprile 2006.
Il debutto in radio avvenne il 30 gennaio 2006, mentre la prima del video ci fu il 15 febbraio dello stesso anno. Il 20 dicembre, iTunes Japan pubblicò la chart degli album e singoli più scaricati del 2006 e Keep Tryin' risulta essere alla posizione #1 per il più scaricato di quell'anno.
Nel video promozionale della canzone, ci sono diversi riferimenti ai precedenti video di Sakura Drops, Traveling, Final Distance e Passion.

## Tracce
Testi e musiche di Utada Hikaru.
1. Keep Tryin - 4:53
2. WINGS - 4:52
3. Keep Tryin' (Original Karaoke) - 4:53

## Classifiche
| Classifica (2006) | Posizione |
| ----------------- | --------- |
| Giappone          | 2         |